# Liste der Monuments historiques in Chavannes-sur-Reyssouze
Die Liste der Monuments historiques in Chavannes-sur-Reyssouze führt die Monuments historiques in der französischen Gemeinde Chavannes-sur-Reyssouze auf.

## Liste der Bauwerke
| Bezeichnung     | Beschreibung                                     | Standort | Kennzeichnung | Schutzstatus | Datum | Bild           |
| --------------- | ------------------------------------------------ | -------- | ------------- | ------------ | ----- | -------------- |
| Schloss Mareste | Erbaut in der ersten Hälfte des 17. Jahrhunderts | (Lage)   | PA00116371    | Inscrit      | 1969  | weitere Bilder |

## Liste der Objekte
- Monuments historiques (Objekte) in Chavannes-sur-Reyssouze in der Base Palissy des französischen Kultusministeriums